# Walter Moore

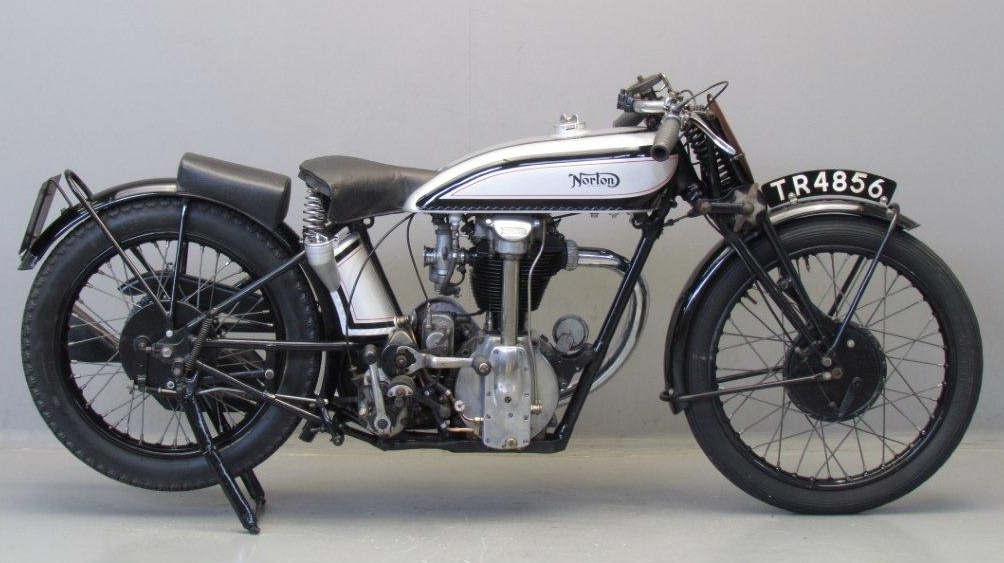
Norton CS1

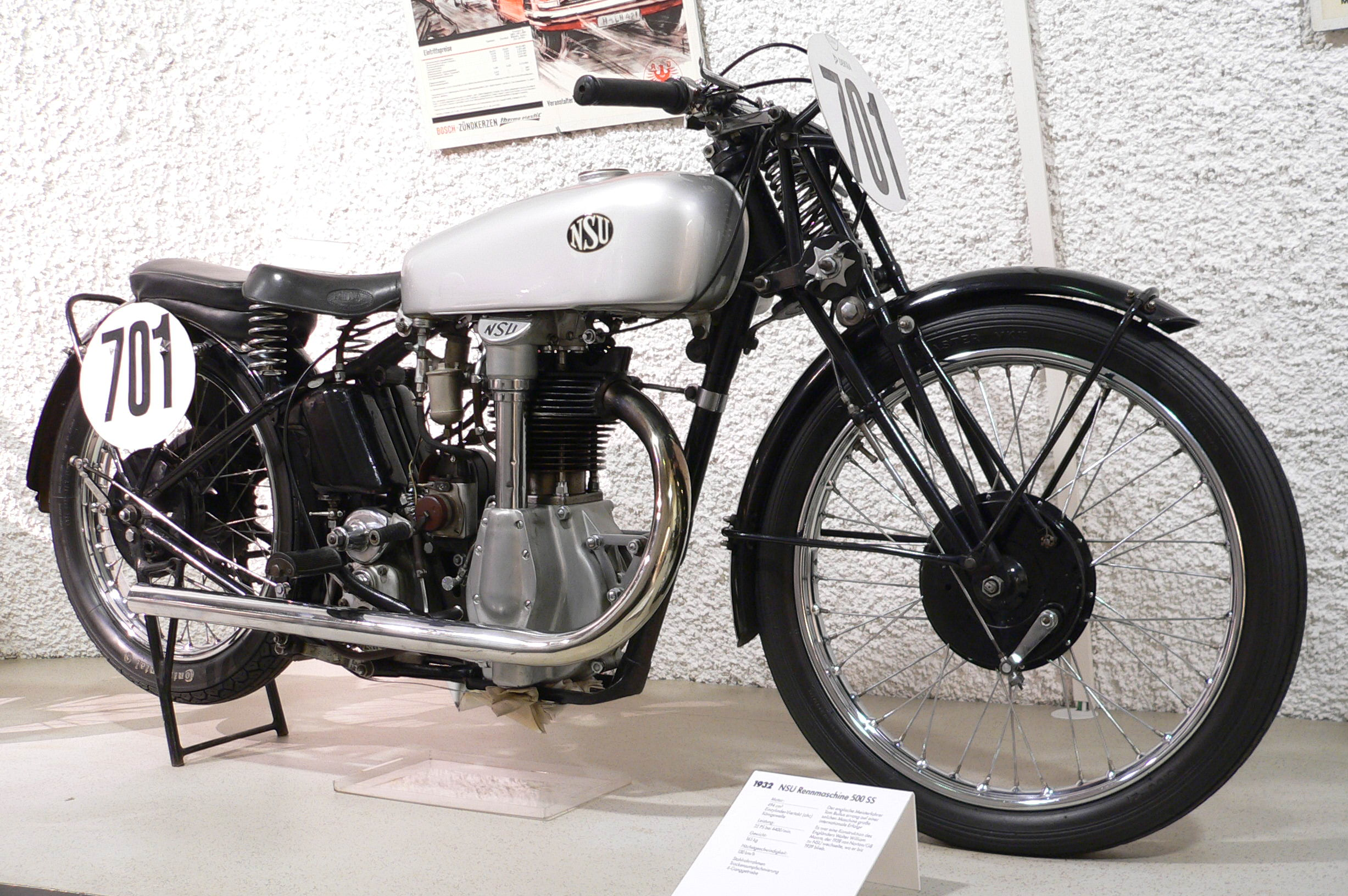
NSU SS 500

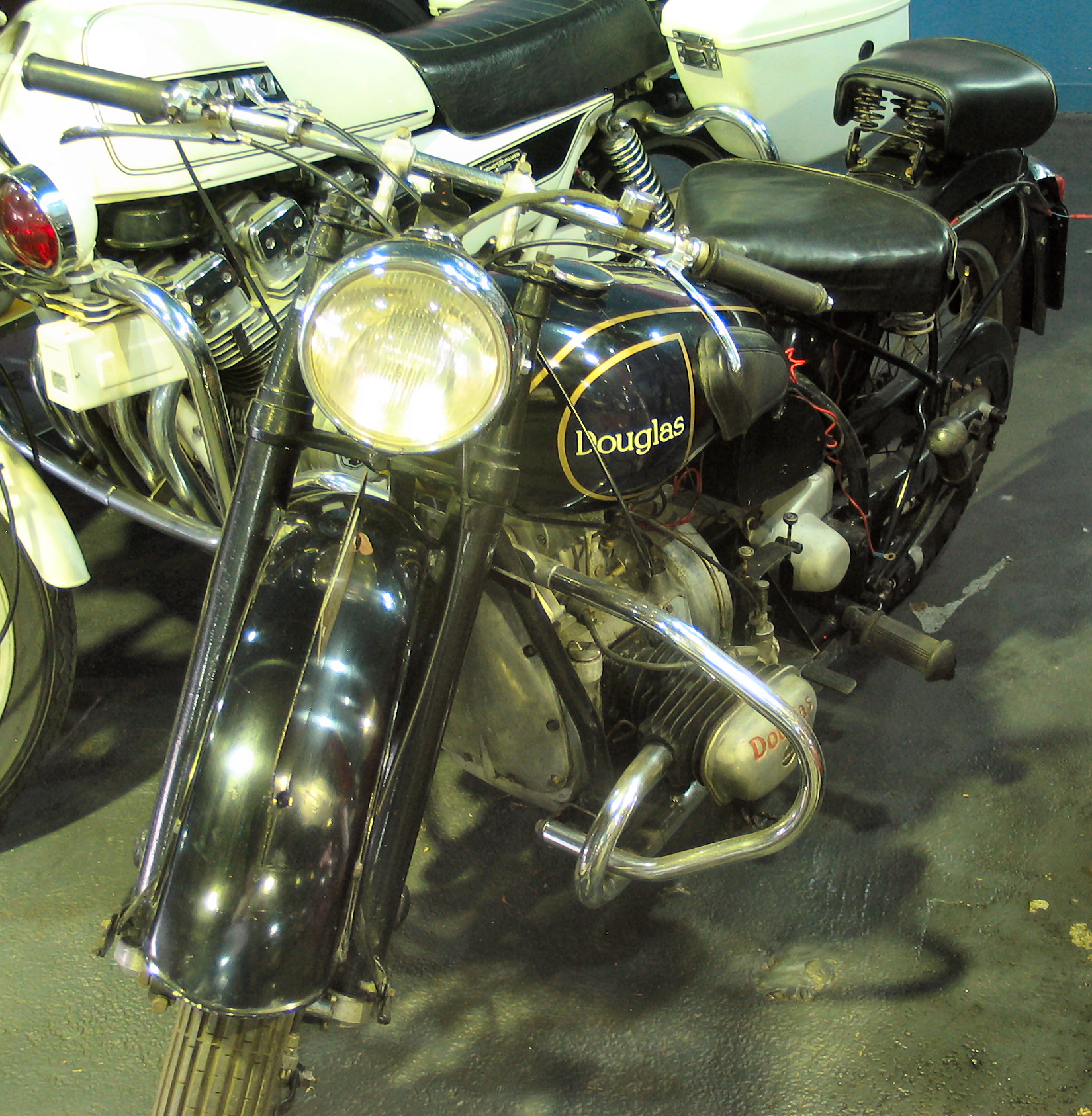
Douglas T 35 Mk III uit 1948

Walter William Moore (1884 - Bristol, 1972) was een Brits constructeur van motorfietsen.

## Norton
Walter Moore begon zijn carrière bij Douglas, maar werd al snel (in 1924) aangetrokken als raceteam manager bij Norton. Zijn eerste taak was de verbetering van het Model 18. Moore verbeterde het remsysteem door de velgrem achter te vervangen door een trommelrem van een Ford Model T. Hij verbeterde het smeersysteem door een Best & Lloyd oliepomp te monteren ter vervanging van de handpomp. Nog in hetzelfde jaar reed hij als bakkenist mee met George Tucker toen die de Sidecar TT won. Alec Bennett won in hetzelfde jaar de Senior TT met een Model 18. In 1927 ontwierp Moore de Norton CS1 en de daarvan afgeleide Norton CJ1. Dit waren de eerste Nortons met een bovenliggende nokkenas en deze modellen zouden later worden doorontwikkeld tot de beroemde Norton Manx. Moore bedacht ook het Garden gate frame,  de Norton ES2, een stoterstangenmotor met ingekapselde terugtrekveren van de stoterstangen, het Norton Model 21 (een 500cc-productieracer) en het Norton Model 25, een 588cc-sportmotor. Hiermee won George Tucker met Moore als bakkenist de Sidecar TT van 1924.

## NSU
In 1929 stapte Walter Moore over naar het Duitse merk NSU. Hij nam de tekeningen van zijn Norton-motoren mee en als gevolg daarvan leek de nieuwe NSU SS 500 als twee druppels water op de Norton CS1. De Britten noemden NSU daarna spottend “Norton Spares Used”. 

## Douglas
In 1939 moest Moore vanwege de oorlogsdreiging vertrekken uit Duitsland. Na de Tweede Wereldoorlog woonde hij in Bristol en werkte hij bij Douglas samen met zijn leerling Doug Hele.